# Moamer Kasumović
Moamer Kasumović (Bijelo Polje, 12. prosinca 1981.) je bosanskohercegovački glumac. Kasumović je rodom iz Crne Gore, iz Bijelog Polja, ali se preselio u Sarajevo 1996. godine gdje je najprije završio Petu gimnaziju, zatim Akademiju scenskih umjetnosti.
Prvi glumački honorar Moamer Kasumović dobio je u 21. godini, zaigravši u filmu Srđana Vuletića "Ljeto u zlatnoj dolini". Bilo je to njegovo prvo filmsko iskustvo nakon kojeg mu karijera kreće uzlaznom putanjom. Drugi njegov dugački film je "Dobro uštimani mrtvaci", te kratki filmovi "Prva plata" i "Anđeo i amnezija". Osim u Bosni i Hercegovini, talentiranog glumca upoznaje i TV publika u Hrvatskoj, gdje se također emitira sve gledanija serija "Lud, zbunjen, normalan" koju režira Elmir Jukić prema scenariju Feđe Isovića. Publika je imala priliku vidjeti ga i u predstavi Priviđenje iz srebrnog vijeka Almira Bašovića koju je režirao Sulejman Kupusović, te u predstavi Cirkus inferno Almira Imširevića koju je režirao Pjer Žalica, te u predstavi Žaba od režisera Elmira Jukića.
U rujnu 2024. godine maloljetni mladić otkrio je, tijekom razgovora o predstavi na temu vršnjačkog nasilja održanoj u Sarajevu, da ga je 2021. godine, kada je imao 14 godina, seksualno zlostavljao glumac Moamer Kasumović. Protiv Kasumovića je, što je potvrdilo Tužiteljstvo Sarajevske županije, podignuta optužnica za kazneno djelo bluda nad maloljetnom osobom te je osuđen na godinu dana zatvora.

## Filmografija
- "Dragi susjedi" kao Tomislav Zovko (2018.)
- "Čefurji raus!" kao carinik (2013.)
- "Nova godina sa Magacinom Kabare (televizijski film)" kao Djavo (2012.)
- "Price iza diskrecione linije" (televizijska miniserija) kao Goc (2012.)
- "Dvaput rođen" (2012.)
- "Piran-Pirano" kao mladi Veljko (2010.)
- "Majka (kratki film)" (2009.)
- "Noćni stražari" kao policajac (2008.)
- "Lud, zbunjen, normalan" kao Damir Fazlinović (2007. – 2021.)
- "Sve džaba" kao mršavi tip (2006.)
- "Sex i selo (televizijska serija)" kao Hamo (2005.)

## Vanjske poveznice
- Moamer Kasumović na IMDB-u
- Moamer Kasumović na MojTV.hr-u